# Peucédan d'Alsace
Xanthoselinum alsaticum
Espèce
Le Peucédan d'Alsace (Xanthoselinum alsaticum) est une espèce de plantes à fleurs de la famille des Apiacées. On le rencontre de l'Europe jusqu'à l'ouest de la Sibérie et du Kazakhstan. On la trouve aussi en France.